# Gorilla (James Taylor)
Gorilla è il settimo album in studio di James Taylor, pubblicato nel maggio del 1975.

## Tracce
Brani composti da James Taylor, eccetto dove indicato.
Lato A
1. Mexico – 2:57
2. Music – 3:46
3. How Sweet It Is (To Be Loved by You) – 3:33 (Brian Holland, Lamont Dozier, Edward Holland)
4. Wandering – 2:40 (Tradizionale, arrangiamento di James Taylor)
5. Gorilla – 3:10
6. You Make It Easy – 4:10

Durata totale: 20:16
Lato B
1. I Was a Fool to Care – 3:19
2. Lighthouse – 3:15
3. Angry Blues – 3:25
4. Love Songs – 5:45
5. Sarah Maria – 2:46

Durata totale: 18:30

## Formazione
- James Taylor - voce, chitarra acustica, chitarra elettrica
- Danny Kortchmar - chitarra elettrica
- Al Perkins - pedal steel guitar
- Lee Sklar - basso
- Russ Kunkel - batteria, shaker, tamburello, percussioni, congas
- David Grisman - mandolino
- Randy Newman - organo Hammond
- Clarence McDonald - pianoforte, Fender Rhodes
- Andy Newmark - batteria
- Nick DeCaro - fisarmonica
- Gayle Levant - arpa
- Victor Feldman - percussioni, marimba
- Willie Weeks - basso
- Jim Keltner - batteria
- Arthur Adams - chitarra elettrica
- Milt Holland - percussioni
- Chuck Findley - tromba
- George Bohanon - trombone
- David Sanborn - sax
- Jules Jacob - clarinetto, oboe
- Graham Nash, David Crosby, Valerie Carter, Carly Simon - cori

Note aggiuntive
- Lenny Waronker - produttore
- Russ Titelman - produttore
- Trudy Portch - assistente alla produzione
- Noel Newbolt - assistente alla produzione
- Lee Herschberg - ingegnere del suono
- Donn Landee - ingegnere del suono aggiunto
- Lloyd Clifft - assistente ingegnere del suono
- Registrato nel febbraio e marzo 1975, al Warner Bros. Recording Studios di N. Hollywood ed al The Burbank Studios di Burbank
- Mixato e masterizzato al Warner Bros. Recording Studios di North Hollywood, California[1]